# Terri Lyne Carrington
Terri Lyne Carrington (Medford, 1965. augusztus 4. –) négyszeres Grammy-díjas amerikai dzsesszdobos, zeneszerző, énekesnő, zenei producer, zenepedagógus, impresszárió.
Háromszor nyert Grammy-díjat (2012, 2014, 2015) és egyszer jelölték rá (még 1990-ben).
Partnere volt Dizzy Gillespie-nek, Stan Getznek, Clark Terrynek, Herbie Hancocknak, Wayne Shorternak, Joe Samplenek, Al Jarreau-nak, a Yellowjackets együttesnek és sok mindenki másnak.

## Pályakép
A nagypapája is dobolt. Az apja dzsesszzongorista volt, amellett a Boston Jazz Society elnöke.
A gyermek Terri hét évesen kapta meg dobjait. Tíz évesen  már fellépett, tizenegy évesen pedig ösztöndíjat kapott a Berklee College of Music egyetemre, ahol 2003-ban már tiszteletbeli doktorátust is kapott. A mentora Jack DeJohnette volt.
Dolgozott többek között Stan Getz-cel, James Moodyval, Lester Bowie-val, Pharoah Sanders-szel, Cassandra Wilsonnal, David Sanbornnal, Herbie Hancockkal, Esperanza Spaldinggal, John Scofielddal, Wayne Shorterrel, Dizzy Gillespie-vel, Clark Terryvel, Joe Sample-lel, Al Jarreau-val, a Yellowjackets együttessel.

## Lemezeiből
- 1989: Real Life Story
- 2002: Jazz Is a Spirit
- 2004: Structure
- 2009: More to Say
- 2011: The Mosaic Project
  - Geri Allen, Patrice Rushen, Helen Sung, Esperanza Spalding, Ingrid Jensen, Tineke Postma, Anat Cohen, Sheila E., Nona Hendryx, Gretchen Parlato, Dee Dee Bridgewater, Dianne Reeves, Cassandra Wilson, Carmen Lundy
- 2013: Money Jungle – Provocative in Blue
- 2015: The Mosaic Project: Love and Soul (2015)
- 2019: Waiting Game

### Együttesben
- 1985: Rufus Reid Trio – Seven Minds
- 1986: Mulgrew Miller – Work!
- 1987: Michele Rosewoman – Quintessence
- 1988: Cassandra Wilson – Blue Skies
- 1988: Wayne Shorter – Joy Rider
- 1989: John Scofield – Flat Out
- 1992: Gary Thomas – Till We Have Faces
- 1993: Gary Thomas – Exile’s Gate
- 1994: Wayne Shorter – High Life
- 1996: Danilo Pérez – Panamonk (Impulse!)
- 1997: Dianne Reeves – That Day
- 1998: Herbie Hancock – Gershwin’s World
- 2000: Greg Osby – The Invisible Hand
- 2002: Herbie Hancock – Future 2 Future – Live
- 2002: Nguyên Lê – Purple – Celebrating Jimi Hendrix
- 2003: Cassandra Wilson – Glamoured
- 2005: Herbie Hancock’s Headhunters – Watermelon Man
- 2005: Rita Coolidge – And So Is Love
- 2009: Tineke Postma – The Traveller
- 2010: Esperanza Spalding – Chamber Music Society

## Díjak
Háromszoros Grammy-díjas.
2012: Best Jazz Vocal Album
2014: Best Jazz Instrumental Album
2015: Dianne Reeves's Beautiful Life (produced by Carrington); Best Jazz Vocal Album

## További információk

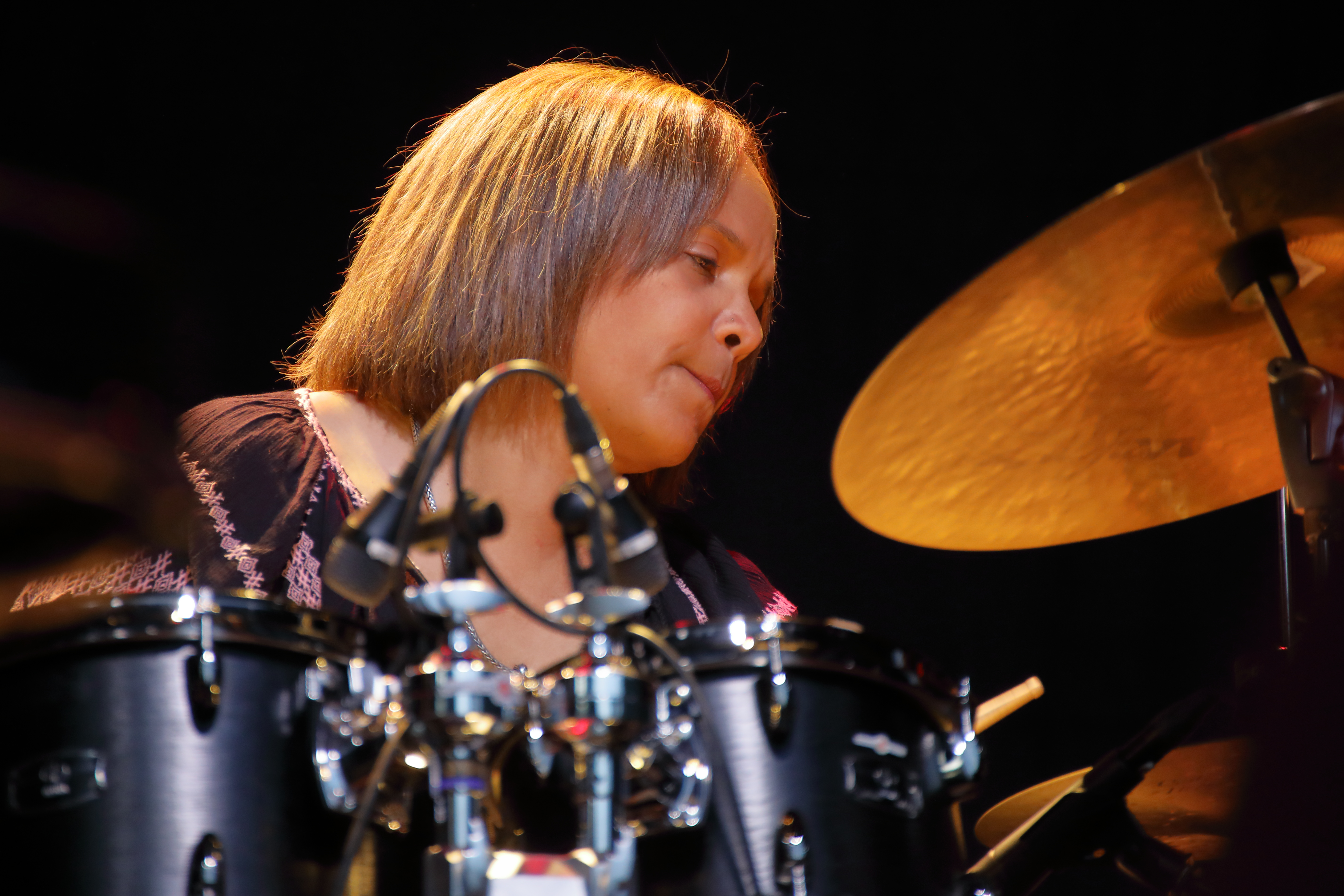
Carrington fellépett a 2019-es Rudolstadt-fesztiválon, ahol játszott Angélique Kidjo, Cécile McLorin Salvant és Lizz Wright mellett